# The Fantastic Four (1994)
The Fantastic Four ist ein unveröffentlichter US-amerikanischer Film aus dem Jahr 1994. Die Grundlage bildeten die Marvel-Comicfiguren Die fantastischen Vier. Es handelt sich um die erste Realverfilmung der Ursprungsgeschichte dieses Superheldenteams.

## Handlung
Reed Richards und Victor von Doom sind College-Freunde, die die Gelegenheit eines vorbeiziehenden Kometen nutzen, um ein Experiment durchzuführen. Das Experiment geht jedoch schief und Victor wird für tot gehalten. Die beiden Kinder Susan und Johnny Storm leben bei ihrer Mutter, in deren Pension Reed lebt. Ben Grimm ist ein Freund der Familie und ein College-Freund von Reed. Zehn Jahre später steigen Reed, Sue, Johnny und Ben in ein experimentelles Raumschiff von Reed, während derselbe Komet die Erde passiert. Sie werden von kosmischen Strahlen getroffen, weil ein für den Schutz notwendiger Diamant vom Juwelier gegen eine Nachahmung ausgetauscht wird.
Bei der Bruchlandung auf der Erde entdecken die Vier, dass die kosmischen Strahlen ihnen besondere Kräfte verliehen haben. Reeds Körperstruktur ist elastisch geworden, Sue kann unsichtbar werden, Johnny kann bei Bedarf Feuer erzeugen und Ben ist eine Kreatur mit steinartiger Haut. Sie werden später von Victors Männern gefangen genommen, die sich als Marines ausgeben, und treffen den bösartigen Monarchen Dr. Doom. Nachdem sie Dooms Männern entkommen sind, gruppieren sich die Vier im Baxter-Gebäude neu und versuchten zu entscheiden, was mit ihren Superkräfte zu tun ist. Der wütende Ben verlässt die Gruppe auf eigene Faust und fühlt sich wie ein Freak. Er wird von obdachlosen Männern gefunden und schließt sich ihnen im Versteck des Juweliers an.
Der Juwelier lässt seine Handlanger die blinde Künstlerin Alicia Masters entführen, die er zwingen will, seine Braut zu sein. Er beabsichtigt, den gestohlenen Diamanten als Hochzeitsgeschenk für sie zu verwenden. Dr. Doom hat seine eigenen Pläne für den Diamanten und schickt seine Handlanger vergeblich zum Juwelierlager, um einen Deal mit ihm zu machen. Doom ist unzufrieden und ergreift den Diamanten selbst, als ein Feuergefecht zwischen den Männern vom Juwelier und Doom ausbricht. Ben mischt sich in den Kampf ein und schließlich nimmt Doom Alicia als seine Geisel. Ben droht Doom, doch Alicia bittet ihn, es nicht zu riskieren. Sie gesteht ihre Liebe zu ihm. Ihr Geständnis bringt Ben in seine menschliche Form zurück und lässt ihn auf die Straße fliehen. Frustriert über seine Hilflosigkeit wird er wieder zu Das Ding.
Ben kehrt zu seinen Freunden zurück. Inzwischen hat Reed erfahren, dass Doom tatsächlich Victor ist. Doom kontaktiert sie und droht, mit dem Diamanten eine Laserkanone anzutreiben, die New York City zerstören wird, es sei denn, sie ergeben sich ihm. Als sie erkennen, dass sie die einzigen sind, die Doom aufhalten können, ziehen sie Kostüme an und reisen zu Dooms Schloss. Dort kämpfen sie als die Fantastic Four gegen eine Reihe von Dooms Männern. Doom feuert seinen Laser ab und wird von Reed im Kampf vom Balkon gestoßen. Er schafft es, sich festzuhalten, und Reed versucht ihn zu retten, wobei sich Dooms Handschuh löst und er in den Nebel fällt. Sein Handschuh, der immer noch auf dem Balkon liegt, beginnt sich von selbst zu bewegen. Johnny wird zu Der Fackel und fliegt davon, um zwischen dem Schuss des Lasers und der Stadt zu stehen und den Strahl in den Weltraum zu schieben. Ben befreit Alicia und stellt sich ihr schließlich vor. Sie spürt die felsige Oberfläche seines Gesichts, ist aber nicht beunruhigt von seinem veränderten Aussehen. Danach widmen sich die Vier dem Kampf gegen das Böse und Reed und Sue heiraten.

## Produktion
Der Film entstand bei New Horizons, Produktionsfirma war Constantin Film. Die Drehbuchautoren war Craig J. Nevius und Kevin Rock, Regie führte Oley Sassone. Die von Bernd Eichinger Jahre zuvor erworbenen Produktionsrechte für den Film liefen am 31. Dezember 1992 aus, sodass kurz zuvor mit den Arbeiten begonnen wurde und damit die Option behalten. Das Budget betrug 1,5 Millionen Dollar, die sich Roger Corman und Bernd Eichingers Produktionsunternehmen Constantin Film teilen wollten. Corman und Eichinger fungierten als Executive Producer, Steven Rabiner war Produzent. Die Musik wurde komponiert von David und Eric Wurst und Mark Parry war für die Kameraführung verantwortlich. Für den Schnitt war Glenn Garland zuständig und die künstlerische Leitung lag bei Bradford Johnson.

## Veröffentlichungspläne und Nachwirkungen
Die Veröffentlichung des Films wurde von Bernd Eichinger eine Woche vor dem geplanten Kinostart gestoppt und die Produktion kam bislang nie offiziell in den Handel oder in die Kinos. Nur am 31. Mai 1994 wurde der Film ein einziges Mal aufgeführt.
Stan Lee und andere glaubten, dass die Produktion des Films von Beginn an nur ein Vorwand war, um die Rechte an den Charakteren zu behalten. Andere Quellen geben an, dass Marvel selbst wegen der Qualität dafür sorgte, dass der Film nicht veröffentlicht wurde, und sogar Eichinger dafür bezahlten, da sie befürchteten, dass diese Low-Budget-Version der Marke Marvel mehr schaden als nutzen würde.
Bernd Eichinger produzierte schließlich 2005 Fantastic Four und 2007 Fantastic Four: Rise of the Silver Surfer.
Hugh Armitage von Digital Spy meint in Anspielung auf die späteren Eichinger-Verfilmungen, dass der Film möglicherweise nicht der schlechteste Fantastic-Four-Film sei, der jemals gedreht wurde. Über das Filmprojekt wurde später die Dokumentation Doomed!: The Untold Story of Roger Corman’s The Fantastic Four gedreht, die am 10. Juli 2015 auf der San Diego Comic-Con International ihre Uraufführung hatte.